# Ферсмольд
Ферсмольд (нім. Versmold) — місто в Німеччині, знаходиться в землі Північний Рейн-Вестфалія. Підпорядковується адміністративному округу Детмольд. Входить до складу району Гютерсло.
Площа — 84,81 км2. Населення становить 21 697 ос. (станом на 31 грудня 2020).